# 南洞庭湖自然保护区
南洞庭湖自然保护区，全境位于湖南省北的沅江市、汨罗市及周边地区，是依托南洞庭湖建立的自然保护区。1997年成立“南洞庭省级自然保护区”，2002年2月被列为国际湿地自然保护区。 该区主要由横岭湖、万子湖等以及118个湖洲湖岛组成，总面积有16.8万公顷。
区内有植物863种，鸟类164种，鱼类144种，虾类9种，贝类48种，国家一级保护动物就有中华鲟、白鹤、中华秋沙鸭等10种。越冬水禽50万只以上。